# كولوبنط حزازي
كولوبنط حزازي (الاسم العلمي:Colobanthus muscoides) هو نوع من النباتات يتبع جنس الكولوبنط من الفصيلة القرنفلية.